# 科銀資本
科銀資本（Collinstar Capital Pty Ltd.，簡寫：Collinstar Capital），是一家澳大利亞資產管理公司，專注於區塊鏈基礎建設、數字貨幣投資與諮詢，受到澳大利亞證券和投資委員會授權與監管，其澳洲商務號碼（ABN）為21 603 231 527，公司註冊號碼（ACN）為603 231 527，澳洲金融服務牌照（AFSL）許可號為483761.
科銀資本總部位於墨爾本，於2015年5月25日由許子敬創立，曾參與投資Qtum量子鏈、乙太坊區塊鏈OmiseGo、Aeternity、Cybermiles、普渡大學區塊鏈實驗室以及澳大利亞能源區塊鏈公司Power Ledger等。
2017年10月，科銀資本聯合澳大利亞莫納什大學以及中國香港理工大學三方共建區塊鏈技術研究聯合實驗室。
2018年1月12日，科銀資本聯合越南BTC公司以及越南國家科學院共建區塊鏈研究中心。

## 相關資料
1. 1 2  . Australian Securities and Investments Commission （英语）.
2. ↑  . Hong Kong Polytechnic University. 26 March 2018. （原始内容存档于2018-05-22） （英语）.
3. ↑  . Business Insider. （原始内容存档于2018-10-23） （英语）.
4. ↑  . China Money Network. （原始内容存档于2018-06-22） （英语）.
5. ↑  . Yahoo Finance. 10 October 2017 （英语）.
6. ↑  . Bloomberg. 28 August 2018. （原始内容存档于2018-08-28） （英语）.
7. ↑  . Asia Today. （原始内容存档于2018-08-28） （韩语）.
8. ↑  . Yahoo Finance. 1 November 2017. （原始内容存档于2018-08-28） （英语）.
9. ↑  . Asia Sentinel. 14 May 2018. （原始内容存档于2018-08-28） （英语）.
10. ↑  . Australian Business Number. （原始内容存档于2018-08-28） （英语）.
11. ↑  . CreditorWatch. （原始内容存档于2018-08-28） （英语）.
12. ↑  . Get News. （原始内容存档于2018-08-28） （英语）.
13. ↑   (PDF). Australian Trade and Investment Commission. （原始内容存档 (PDF)于2019-08-31） （英语）.
14. ↑  . Purdue University. （原始内容存档于2018-03-17）.
15. ↑  . Medium. 30 December 2017. （原始内容存档于2020-11-09） （英语）.
16. ↑  . Monash University. 4 October 2017. （原始内容存档于2017-11-10） （英语）.
17. ↑  . Sate News. 13 January 2018 （英语）.[永久]